# Юлия Ливия
Юлия Ливия (лат. Julia Livia, иногда Julia Drusi Caesaris filia), (5 — 43) — внучка императора Тиберия, дочь его сына Друза Младшего.

## Первый брак
О детстве практически ничего не известно. Упоминается у Светония в связи с болезнью в 14 году, когда Август упоминал её, находясь при смерти и интересуясь у Ливии, выздоровеет ли она.
В 20 году Юлию выдали замуж за Нерона Юлия Цезаря Германика, её дальнего родственника. Юлии было 15 лет, а Нерону — 14. Судя по свидетельствам античных историков, брак не был счастливым. Одно время, после смерти Тиберия Друза, отца Юлии, Нерон рассматривался Тиберием, как возможный наследник власти, но в 31 году пал жертвой заговора Сеяна, был сослан на Пандатерию, где и скончался.
Дион Кассий утверждает, что после ссылки Нерона Юлия была помолвлена с Сеяном, однако это утверждение противоречит Тациту.
После раскрытия заговора в октябре 31 года, когда выяснилось, что сын императора был отравлен матерью Юлии, своей женой Ливиллой, существовали свидетельства, что Юлия также была замешана в заговоре и отравлении, но, в отличие от Ливиллы, Тиберий либо не поверил в это, либо простил свою внучку.

## Второй брак
В 33 году Юлию вновь выдали замуж за Гая Рубеллия Бланда, выходца из всаднического сословия, консула-суффекта 18 года, в 36 году ставшего проконсулом Африки. От этого брака у пары, скорее всего, было двое детей — Гай Рубеллий Плавт, в 62 году казнённый Нероном за участие в заговоре, и дочь Рубеллия Басса, позже вышедшая замуж за Октавия Лената, дядю будущего императора Нервы.
Однако существует теория, что Рубеллия Басса — дочь Бланда от предыдущего брака. Ювенал в своих «Сатирах» упоминает ещё одного сына Юлии, которого также звали Гай Рубеллий Бланд. Также упоминается, что Юлия имела ещё одного сына — некоего Рубеллия Друза.
В 43 году Юлию, по приказу Мессалины, обвинили в инцесте и прелюбодеянии. Император Клавдий, не испытывая никакой жалости к своей племяннице, приговорил её к смерти от меча («лат. ferro… caesa est »). Возможно, что она покончила жизнь самоубийством.
Её дальняя родственница, Помпония Грецина, после смерти Юлии соблюдала траур по ней в течение 40 лет, открыто показывая тем самым отношение к императору и его супруге